# Список регіональних відділень Фонду Вікімедіа
Регіональні відділення Фонду «Вікімедіа» (англ. Wikimedia Chapters) — незалежні національні або субнаціональні некомерційні організації, створені для підтримки та популяризації на місцевому рівні проєктів Вікімедіа, таких як Вікіпедія.

Регіональні відділення «Фонду Вікімедіа».

Відділення юридично незалежні від Фонду «Вікімедіа»: після схвалення Комітетом з приєднання (англ. Affiliations Committee) вони укладають з Фондом спеціальну «Угоду» (англ. Chapters Agreement) про рамки співробітництва і не отримують ніякого контролю над вебсайтами Фонду. Регіональні відділення Фонду «Вікімедіа» проводять регіональні конференції, а також займаються популяризацією проєктів Вікімедіа та інформуванням про глобальні події, такі як Вікіманія та ВікіХакатон.
Станом на січень 2018 року Фондом «Вікімедіа» визнано 37 регіональних відділень.

### Регіональні відділення Фонду «Вікімедіа»
| Країна                          | Назва                          | Сайт                                                                | Дата заснування   |
| ------------------------------- | ------------------------------ | ------------------------------------------------------------------- | ----------------- |
| Аргентина [AR]                  | Wikimedia Argentina            | wikimedia.org.ar [Архівовано 18 серпня 2020 у Wayback Machine.]     | 1 вересня 2007    |
| Вірменія [AM]                   | Վիքիմեդիա Հայաստան             | wikimedia.am [Архівовано 22 вересня 2017 у Wayback Machine.]        | 26 березня 2013   |
| Австралія [AU]                  | Wikimedia Australia            | wikimedia.org.au [Архівовано 8 грудня 2020 у Wayback Machine.]      | 1 березня 2008    |
| Австрія [AT]                    | Wikimedia Österreich           | wikimedia.at [Архівовано 26 серпня 2020 у Wayback Machine.]         | 26 лютого 2008    |
| Бангладеш [BD]                  | Wikimedia Bangladesh           | wikimedia.org.bd [Архівовано 18 серпня 2020 у Wayback Machine.]     | 3 жовтня 2011     |
| Бельгія [BE]                    | Wikimedia Belgium              | wikimedia.be [Архівовано 29 вересня 2018 у Wayback Machine.]        | 8 жовтня 2014     |
| Канада [CA]                     | Wikimedia Canada               | wikimedia.ca                                                        | 24 травня 2011    |
| Чилі [CL]                       | Wikimedia Chile                | wikimedia.cl [Архівовано 21 грудня 2016 у Wayback Machine.]         | 16 липня 2011     |
| Чехія [CZ]                      | Wikimedia Česká republika      | wikimedia.cz [Архівовано 26 січня 2021 у Wayback Machine.]          | 6 березня 2008    |
| Данія [DK]                      | Wikimedia Danmark              | wikimedia.dk [Архівовано 26 червня 2013 у Wayback Machine.]         | 3 липня 2009      |
| Естонія [EE]                    | Wikimedia Eesti                | et.wikimedia.org                                                    | 31 серпня 2010    |
| Фінляндія [FI]                  | Wikimedia Suomi                | fi.wikimedia.org                                                    | 21 вересня 2009   |
| Франція [FR]                    | Wikimédia France               | wikimedia.fr [Архівовано 7 листопада 2009 у Wayback Machine.]       | 23 жовтня 2004    |
| Німеччина [DE]                  | Wikimedia Deutschland          | wikimedia.de [Архівовано 13 вересня 2008 у Wayback Machine.]        | 13 червня 2004    |
| Угорщина [HU]                   | Wikimédia Magyarország         | wikimedia.hu [Архівовано 3 лютого 2017 у Wayback Machine.]          | 27 вересня 2008   |
| Індія [IN]                      | Wikimedia India                | wikimedia.in [Архівовано 6 жовтня 2014 у Wayback Machine.]          | 3 січня 2011      |
| Індонезія [ID]                  | Wikimedia Indonesia            | wikimedia.or.id                                                     | 7 жовтня 2008     |
| Ізраїль [IL]                    | Wikimedia Israel               | wikimedia.org.il                                                    | 26 червня 2007    |
| Італія [IT]                     | Wikimedia Italia               | wikimedia.it [Архівовано 16 вересня 2020 у Wayback Machine.]        | 17 червня 2005    |
| Мексика [MX]                    | Wikimedia México               | mx.wikimedia.org                                                    | 03 серпня 2011    |
| Нідерланди [NL]                 | Wikimedia Nederland            | nl.wikimedia.org                                                    | 27 березня 2006   |
| Норвегія [NO]                   | Wikimedia Norge                | no.wikimedia.org                                                    | 23 червня 2007    |
| Польща [PL]                     | Wikimedia Polska               | pl.wikimedia.org                                                    | 18 листопада 2005 |
| Португалія [PT]                 | Wikimedia Portugal             | wikimedia.pt [Архівовано 21 грудня 2011 у Wayback Machine.]         | 3 липня 2009      |
| Сербія [RS]                     | Wikimedia Serbia               | rs.wikimedia.org                                                    | 3 грудня 2005     |
| ПАР [ZA]                        | Wikimedia South Africa         | wikimedia.org.za [Архівовано 9 липня 2020 у Wayback Machine.]       | 27 лютого 2012    |
| Іспанія [ES]                    | Wikimedia España               | wikimedia.es [Архівовано 29 серпня 2020 у Wayback Machine.]         | 7 лютого 2011     |
| Швеція [SE]                     | Wikimedia Sverige              | wikimedia.se [Архівовано 16 жовтня 2013 у Wayback Machine.]         | 11 грудня 2007    |
| Швейцарія [CH]                  | Wikimedia CH                   | wikimedia.ch                                                        | 14 травня 2006    |
| Республіка Китай (Тайвань) [TW] | 台灣維基媒體協會               | wikimedia.tw [Архівовано 25 червня 2006 у Wayback Machine.]         | 4 липня 2007      |
| Україна [UA]                    | Вікімедіа Україна              | ua.wikimedia.org                                                    | 3 липня 2009      |
| Велика Британія [GB]            | Wikimedia UK                   | wikimedia.org.uk [Архівовано 17 серпня 2020 у Wayback Machine.]     | 12 січня 2009     |
| Уругвай [UY]                    | Wikimedia Uruguay              | wikimediauruguay.org [Архівовано 7 березня 2018 у Wayback Machine.] | 12 липня 2013     |
| Венесуела [VE]                  | Wikimedia Venezuela            | wikimedia.org.ve [Архівовано 30 жовтня 2014 у Wayback Machine.]     | 4 жовтня 2011     |
| Місто Нью-Йорк [US-NYC]         | Wikimedia New York City        | nyc.wikimedia.org                                                   | 12 січня 2009     |
| Округ Колумбія [US-DC]          | Wikimedia District of Columbia | wikimediadc.org [Архівовано 9 липня 2020 у Wayback Machine.]        | 12 вересня 2011   |

### Колишні відділення Фонду «Вікімедіа»
| Країна               | Назва                 | Сайт             | Період    |
| -------------------- | --------------------- | ---------------- | --------- |
| Гонконг              | 香港維基媒體協會      | wikimedia.hk     | 2008—2017 |
| Макао                | 澳門維基媒體協會      | wikimedia.org.mo | 2011—2017 |
| Республіка Македонія | Викимедија Македонија | mk.wikimedia.org | 2010—2017 |
| Філіппіни            | Wikimedia Philippines | wikimedia.org.ph | 2010—2017 |
| Росія [RU]           | Викимедиа РУ          | ru.wikimedia.org | 2008—2023 |